# 박근혜 피습 사건
박근혜 피습 사건(朴槿惠被襲事件)은 2006년 5월 20일 박근혜 한나라당 대표가 경기도 군포와 인천 지원 유세를 마치고 오세훈 서울시장 후보 지원유세에 참가하던 중 19시 20분쯤 신촌 현대백화점 앞에서 지방선거 지원유세를 벌이다 지충호에게 피습당해 얼굴을 크게 다친 사건이다. 지충호가 휘두른 흉기는 10 cm 가량의 커터칼이다. 지충호는 현장에서 한나라당 당원과 시민들에게 붙잡혀 경찰에 인계됐으며 서대문 경찰서에서 범행 동기 등을 조사 받았다. 범인 지충호는 특수공무집행방해 등 8건의 전과로 15년 가까이 복역하고 출소했으며 오랜 수감 생활이 억울해 이 같은 일을 저질렀다고 경찰 조사에서 말했다. 당시 지충호는 인천에서 버스를 타고 신촌까지 온 뒤 범행을 위해 4시간을 기다린 후 오세훈 서울시장 지원연설을 위해 단상에 박근혜 대표가 오르는 찰나 지충호는 자신이 가진 커터칼로 11센티미터의 길이에 걸쳐 박근혜 대표의 턱을 그었다.

## 사건개요
당시 박근혜 대표는 상처만 입었는데, 상처는 귀 아래부터 얼굴 오른쪽의 턱 바로 윗부분까지에 이르렀으며, 총길이 11센티미터의 길이에 걸쳤고 최소 1센티미터에서 최고 3센티미터의 깊이였다. 지충호의 공격 순간 박근혜 대표는 자신의 턱을 부여잡았으며 지충호는 혼란함을 틈타 카터칼을 바닥에 살짝 떨어뜨리고 달아나려다 주변인들에 의해 사로잡혔다. 범행 당시 지충호는 50세였으며 5월 20일과 21일 국선변호인 접견시 자유투사의 이미지를 내세우며, '박근혜가 독재자의 딸이기에 그리고 자신이 5공때 억울하게 옥살이하여 범행했다'라고 하였으나 사건 다음날 국선변호인 접견시 감호소 안의 억울함에 대해 호소차원에서 벌인 퍼포먼스였고, 구속적부심이 있던 5월 29일에는 자유투사의 이미지를 완전히 벗고 박근혜 대표에게 사과했다. 현재 지충호는 징역 10년형을 받고 수감되었다가 출소하였다.
사건 6년 후인 2012년, 박근혜는 SBS 힐링캠프에 출연하여 자신이 당한 부상이 언론에 보도된 것보다 훨씬 심각했다며, 상처 부위에서 위아래로 조금만 내려갔더라면 사망하거나 안면마비가 되어 정계를 은퇴해야 하는 심각한 상황이었다고 밝힌 바 있다.

## 같이 보기
- 박근혜
- 지충호